# 伊塔茹杜科洛尼亚
伊塔茹杜科洛尼亚是巴西巴伊亚州的一个市镇。总面积1217.535平方公里，总人口7710人，人口密度6.3人/平方公里。